# The Temple of Venus
The Temple of Venus è un film muto del 1923 diretto da Henry Otto al quale si deve anche il soggetto e la sceneggiatura, firmati insieme alla sceneggiatrice Catherine Carr.

## Trama
Venere, volendo sapere se l'amore romantico esiste ancora, manda sulla Terra Cupido. Lui trova Moira e Peggy, le figlie di un pescatore, innamorate entrambe: una con un artista, l'altra con un pescatore.

## Produzione
Il film fu prodotto dalla Fox Film Corporation.

## Distribuzione
Il copyright del film, richiesto dalla Fox Film Corp., fu registrato l'11 novembre 1923 con il numero LP19690.
Distribuito dalla Fox Film Corporation e presentato da William Fox, il film uscì nelle sale cinematografiche USA l'11 settembre 1923 dopo essere stato presentato a New York il 29 ottobre.
Non si conoscono copie ancora esistenti della pellicola che viene considerata presumibilmente perduta.